# Hermano (film)
Pour le groupe de rock, voir Hermano.
Pour plus de détails, voir Fiche technique et Distribution.
Hermano (Frère en espagnol) est un film vénézuélien réalisé par Marcel Rasquin, sorti en 2010.

## Synopsis
À Caracas, Julio et sa mère traversent une passerelle près de la prison de La Planta. Il pense avoir entendu un chat mais quand il se rapproche, il remarque un bébé abandonné qui pleure au milieu d'une décharge publique. La mère hésite à emmener l'enfant avec elle, mais le fait.
Seize ans plus tard, Julio et son petit frère Daniel sont devenus les meilleurs footballeurs de La Ceniza, leur « barrio ». Alors que Daniel, surnommé « El Gato » (le chat) est un garçon innocent qui rêve de jouer au Caracas FC, Julio est devenu membre d'un gang. Il devient encore plus impliqué dans la vie de gang après avoir battu un ami qui intimide un petit trafiquant de drogue. Lors d'un match contre l'équipe de La Vega, un autre bidonville, les deux garçons impressionnent un éclaireur du Caracas FC qui les encourage à participer aux essais de leur équipe de jeunes. Daniel est extrêmement motivé; Au lieu de cela, Julio est progressivement impliqué dans la pègre de son barrio. Cette nuit-là, leur mère est accidentellement tuée par le gardien de but de l'équipe et Daniel en est le témoin. Il décide de ne rien dire à son frère car il craint que Julio ne cherche à se venger plutôt que de rester concentré sur les essais.
Dans leur dernière chance d'impressionner l'éclaireur, les frères gagnent un match et Daniel court vers le gardien de but et le bat si fort qu'il est tué. Un chaos s'ensuit et la scène devient sombre alors que le gang du gardien de but commence à tirer. Le film passe sans direction claire à la dernière scène qui montre Julio debout sans son frère avant un match de football professionnel. Il a les larmes aux yeux. Il se signe et lève les yeux au ciel.

## Fiche technique
- Titre : Hermano
- Réalisation : Marcel Rasquin
- Scénario : Rohan Jones et Marcel Rasquin
- Musique : Rigel Michelena
- Photographie : Enrique Aular
- Montage : Carolina Aular et Juan Carlos Melian
- Production : Marcel Rasquin
- Société de production : A&B Producciones
- Société de distribution : Music Box Films (États-Unis)
- Pays :  Venezuela
- Genre : Drame
- Durée : 97 minutes
- Dates de sortie : 
  -  Venezuela : 2 juillet 2010

## Distribution
- Eliú Armas : Julio
- Fernando Moreno : Daniel
- Beto Benites : Morocho
- Gonzalo Cubero : Roberto
- Marcela Girón : Graciela
- Jackson Gutierrez : Malandro

## Distinctions
Le film a remporté le grand prix du Festival international du film de Moscou en 2010, le Prix du meilleur premier film au Festival international du nouveau cinéma latino-américain de La Havane. Le Venezuela a sélectionné le film pour le représenter à l'Oscar du meilleur film en langue étrangère, mais il n'a pas été nommé.